# Hispo bipartita
Hispo bipartita là một loài nhện trong họ Salticidae.
Loài này thuộc chi Hispo. Hispo bipartita được Eugène Simon miêu tả năm 1903.